# Teste de Egger
Teste de Egger é um teste estatístico para identificar viés de publicação. Neste teste o efeito do estudo dividido pelo seu erro padrão é dividido por 1/erro padrão. Quando a interceptação desta regressão resulta em zero este resultado sugere ausência de viés de publicação, enquanto testes com resultados diferente de zero indicam viés de publicação.